# Sterlin
Sterlin és un grup de música pop mallorquí que canta en anglès. Publicà el seu primer disc el 4 d'abril de 2005 amb el nom de The loneliest girl in the world. El 20 de febrer de 2007 publicà el seu segon àlbum, Destroy.

## Components
- Adela Peraita: vocalista del grup. Coneguda per ser la vocalista del grup Sunflowers.
- Steve Withers: compositor i guitarra. Anteriorment formà part dels grups The Fits o Baby Powder (Regne Unit) i actualment viu a Mallorca.
- Toni Toledo: bateria. És també bateria d'un altre grup mallorquí, Sexy Sadie.
- Paco Torres: guitarra.
- Juanjo Rosselló: baix.
- Jaume Amengual: piano.

## Discografia
- 2005: The loneliest girl in the world
- 2007: Destroy